# Ascalaphus rusticus
Ascalaphus rusticus là một loài côn trùng trong họ Ascalaphidae thuộc bộ Neuroptera. Loài này được Lichtenstein miêu tả năm 1796.